# امتیاز بزرگ شفت!
امتیاز بزرگ شفت! (به انگلیسی: Shaft's Big score) یک فیلم سینمایی آمریکایی در ژانر سینمای تجارتی سیاهان - اکشن و فیلم جنایی با بازی ریچارد راوندتری به عنوان کارآگاه خصوصی جان شفت. این اثر سینمایی دومین قسمت از مجموعه فیلم‌های شفت است که هم کارگردان گوردون پارکس و هم فیلمنامه‌نویس ارنست تایدیمن نقش‌های خود را در فیلم اول تکرار می‌کند.
این فیلم با بودجه نزدیک به ۲ میلیون دلار ساخته شده‌است که بیش از دو برابر فیلم قبلی خود. این امر با استقبال مثبت مواجه شد.

## داستان
شفت برگشته است تا قاتل یکی از دوستان قدیمی اش را در خیابان‌های سرد شهر پیدا کند و این بار کمکی هم از یک دوست جدید می‌گیرد.

## بازیگران
- ریچارد راوندتری در نقش جان شفت
- موزز گان در نقش جوناس پرزدار
- درو بوندینی براون در نقش ویلی
- ژوزف ماسکولو در نقش گوس
- کتی ایمری در نقش ریتا
- ویلی تیلور در نقش جانی کلی است
- جولیوس هریس در نقش کاپیتان بولین
- روزالیند مایلز
- جو سانتوس به عنوان اندی پاسکال
- دان بلکلی به عنوان جانسون
- آنجلو گنزو به عنوان آل
- رابرت کیا-هیل به عنوان کال آسبی
- توماس اندرسون به عنوان واعظ
- فرانک آدونیس به عنوان ریپ
- هنری فرنتینو دت. سلمی
- جهانگیر غفاری در نقش جری
- ملوین گرین جونیور به عنوان جونیور گلیس
- دن هانافین به عنوان کوپر
- مرلین هملین به عنوان دوست دختر گاس ماسکلا
- کیتی جونز به عنوان رقصنده کاباره
- اویل دیویس به عنوان بانوی پیر

## باکس آفیس
امتیاز بزرگ شفت! حدود ۴ میلیون دلار در آمریکای شمالی فروش داشت.